# Mission der Afrikanischen Union in Sudan

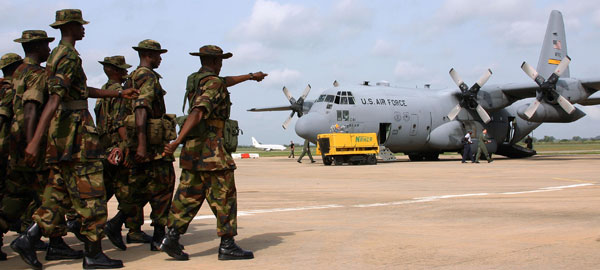
Nigerianische Truppen in Abuja werden durch die US-Luftwaffe am 28. Oktober 2004 nach al-Faschir geflogen

Die Mission der Afrikanischen Union in Sudan (englisch African Union Mission in Sudan, kurz AMIS) war eine von der Afrikanischen Union (AU) gestellte und geführte Friedensmission in Darfur im Sudan.

## Ziele
Ihr Auftrag bestand in der Überwachung eines Waffenstillstandes in der Krisenregion Darfur im Westen des Landes, der am 25. April 2004 in N’Djamena, Tschad von der Regierung in Khartum, der Sudanesischen Befreiungsbewegung (SLA) und der Bewegung für Gerechtigkeit und Gleichheit (JEM) vereinbart wurde. Daneben sollte der Schutz der Zivilbevölkerung, eine sichere Rückkehrmöglichkeit für Flüchtlinge und die Sicherung der Hilfmissionen der UN gewährleistet werden.
Grundlage dieser Mission war eine Vereinbarung vom 28. Mai 2004 in Addis Abeba, Äthiopien zwischen der AU und den beteiligten Parteien in Sudan, sowie die UN-Sicherheitsratsresolutionen 1556 (30. Juli 2004) und 1574 (19. November 2004).

## Truppenstärke und beteiligte Staaten
Die AU hatte zunächst 300 Soldaten und 80 Waffenstillstands-Beobachter nach Sudan entsandt und verstärkte diese später auf 3000 Mann. Im Oktober 2005 betrug die Stärke der internationalen Truppe 6300 Mann, die aber zu diesem Zeitpunkt noch auf 7700 aufgestockt werden sollte. Am Truppenkontingent beteiligten sich die AU-Staaten Gambia, Kenia, Nigeria, Ruanda, Senegal und Südafrika. Dabei wurden sie mit Transportleistungen von Deutschland, Großbritannien, den Niederlanden und den USA unterstützt.

## Verlauf
Die deutsche Bundesregierung unterstützte die Mission mit dem ersten Einsatz von Lufttransportkräften der Luftwaffe zur Verschiebung von 196 gambischen Soldaten und etwa zwölf Tonnen Fracht. Die deutsche Beteiligung begann am 16. Dezember 2004 und endete erfolgreich am 23. Dezember 2004. Die Bundeswehr setzte hierzu etwa 200 Soldaten, drei Transportflugzeuge vom Typ C-160 „Transall“ und einen Airbus A310-300 (10+23 „Kurt Schumacher“) ein.
Am 24. März 2005 bekam die Mission der Vereinten Nationen im Sudan (UNMIS) durch den Sicherheitsrat der Vereinten Nationen unter anderem das Mandat, die AMIS zu unterstützen.
Am 9. Oktober 2005 teilte die AU mit, dass eine Patrouille angegriffen worden war. Dabei wurden zwei nigerianische Soldaten und zwei zivile Mitarbeiter getötet, weitere drei nigerianische Soldaten wurden verletzt. Nach Aussagen der AMIS soll die SLA für den Überfall verantwortlich gewesen sein. Einen Tag später begann ein erneuter Einsatz der Bundeswehr, um die AMIS zu unterstützen. Dabei wurden 280 ghanaischen Polizeikräfte von Accra in Ghana nach N’Djamena in den Tschad geflogen, später erfolgte ein Weiterflug nach al-Faschir in Sudan. Dieser Einsatz wurde am 17. Oktober 2005 beendet.
Am 29. November 2005 verlängerte der Deutsche Bundestag die Bundeswehr-Unterstützung für die AMIS um weitere 6 Monate. Dabei sollen wie bislang nur logistische Dienste angeboten werden, aber keine Soldaten für Missionen in Darfur selbst zur Verfügung stehen. Weitere Verlängerungen für jeweils sechs Monate erfolgten am 15. Dezember 2005 und am 3. Juni 2007. Am 19. Juli 2006 brachte ein US-amerikanisches Transportflugzeug vom Typ C-130 in mehreren Flügen rund 1.300 ruandische Soldaten im Rahmen der AU-Friedensmission von Kigali nach Darfur.
Vom 10. bis 24. März 2006 war die Bundeswehr wieder im Einsatz. Drei Transportflugzeuge der Luftwaffe vom Typ C-160 Transall vom Lufttransportgeschwader 61 transportierten rund 500 Soldaten aus dem Senegal vom Umschlagspunkt N’Djamena im Tschad nach El Fasher in die Region Darfur. Eingesetzt waren 55 Soldaten der Luftwaffe. Am 31. Dezember 2007 ging die Operation AMIS in die Operation UNAMID über.

## Erreichte Ziele
Als Beginn des Bürgerkrieges gelten Überfälle von Rebellengruppen auf Orte westlich al-Faschir ab Februar 2003, die wenig später mit Gegenangriffen der sudanesischen Armee und ab Juli 2003 mit massiven Bombardements aus der Luft auf Dörfer im Einflussbereich der Rebellen beantwortet wurden. Die erste Waffenstillstandsvereinbarung zwischen der Regierung und der Rebellengruppe Sudanesische Befreiungsarmee wurde am 3. September 2003 für 45 Tage vereinbart. Die Rebellen der JEM hatten nicht unterzeichnet. Die Waffenruhe wurde von keiner Seite eingehalten, aber dennoch um einen Monat verlängert. Alle späteren Vereinbarungen von Waffenruhen, die zeitlich befristet oder regional begrenzt waren, wurden ebenso wenig befolgt. Vor Unterzeichnung der UN-Sicherheitsresolution 1556 im Juli 2004 hatte der damalige US-Außenminister Colin Powell erstmals die Situation in Darfur als „Völkermord“ bezeichnet.
In Anbetracht dieser Vorgeschichte wurde die AMIS-Mission von allen Beteiligten halbherzig durchgeführt. Die afrikanischen Staaten waren zwar bereit, Soldaten zu entsenden, wollten aber nicht für deren Transport sorgen. Die sudanesische Regierung erschwerte nach Kräften den Zugang durch Verweigerung von Reisegenehmigungen. Die Ausrüstung der Truppen war ungenügend. Um ein Gebiet von der Größe Frankreichs kontrollieren zu können, standen nur acht zivile Hubschrauber ohne Nachtsichtgeräte zur Verfügung, deren Versorgung mit Treibstoff nicht zuverlässig gewährleistet war. Bis Januar 2006 finanzierte die Europäische Union die Mission unzureichend mit 242 Millionen Euro aus für Afrika bestimmten Entwicklungshilfegeldern. Wegen kurzfristigen und unsicheren Mandatsverlängerungen waren die afrikanischen Soldaten und Polizisten überdies demotiviert. Die sudanesische Regierung hatte ein robustes Mandat für die AMIS abgelehnt, es war daher eine reine Beobachtermission und ein Schutz der Zivilbevölkerung konnte nicht erreicht werden. Für die Betroffenen waren die Aktivitäten der AMIS zu gering und das Einschreiten kam zu spät.